# Liste des centrales électriques au Maroc
Cette page répertorie les centrales électriques au Maroc . 

## Contexte
L'Office National de l’Électricité et de l’Eau potable (ONEE), né en 2012 du regroupement de l'Office national d'électricité créé en 1963 et de l’Office national de l'eau potable (ONEP) créé en 1972, était l'opérateur unique de la fourniture d'électricité au Maroc jusqu'à ce que la loi autorise les producteurs indépendants, à la fin des années 1990, puis que la Loi 13-09 sur les Énergies Renouvelables ouvre la voie à la construction de centrales éoliennes et solaires privées, sur appels d'offres. En 2018, l'ONEE ne couvre plus que 29 % de la demande (cf infra).Hydro-électrique
Le parc électrique national atteignait 10 938 MW à fin 2018.

## Liste de centrales par type d'énergie

### Hydroélectrique
| Centrale hydroélectrique             | Communauté  | Coordonnées | rivière | Type                     | Réservoir | Capacité (MW) | Année complétée |
| ------------------------------------ | ----------- | ----------- | ------- | ------------------------ | --------- | ------------- | --------------- |
| Station de stockage pompée Afourer   | Afourer     |             |         | Accumulation par pompage |           | 465           | 2004            |
| Barrage d'Al Massira                 | Settat      |             |         |                          |           | 128           | 1979            |
| barrage Al Wahda                     |             |             |         |                          |           | 240           | 1997            |
| Barrage d'Allal al Fassi             |             |             |         |                          |           | 240           | 1994            |
| Barrage de Bin el Ouidane            | Beni Mellal |             |         |                          |           | 135           | 1953            |
| Station hydroélectrique El Borj      | Khénifra    |             |         | Cours de rivière         | N / A     | 22            |                 |
| Barrage Hassan I                     | Demnate     |             |         |                          |           | 67,2          | 1991            |
| Barrage d'Idriss I                   |             |             |         |                          |           | 40            | 1978            |
| Barrage d'El Kansera                 | Meknès      |             |         |                          |           | 8.3           | 1946            |
| Barrage Mohamed V                    | Zaio        |             |         |                          |           | 23            | 1967            |
| Centrale hydroélectrique de Tanafnit | Khénifra    |             |         | Cours de rivière         | N / A     | 18            |                 |

### Thermique
| Centrale thermique                | Communauté  | Coordonnées                                   | Type de carburant          | Capacité (MW) | Année complétée | Propriétaire                                                  |
| --------------------------------- | ----------- | --------------------------------------------- | -------------------------- | ------------- | --------------- | ------------------------------------------------------------- |
| Centrale thermique de Jorf Lasfar | Jorf Lasfar | 33°06′19″N 8°38′12″W / 33.105225°N 8.636734°W | Charbon                    | 2 016         | 2001            | TAQA Maroc                                                    |
| Centrale thermique de Safi        | Safi        | 32°08′52″N 9°16′52″W / 32.147652°N 9.281060°W | Charbon                    | 1 386         | 2017            | Safi Energy Company <br/> ( GDF Suez + Mitsui & Co + Nareva ) |
| Centrale thermique de Nador       | Nador       |                                               | Charbon                    | 1 320         | Est. 2021       | ONEE                                                          |
| Centrale thermique d'Al Wahda     | Al Wahda    |                                               | Gaz naturel                | 800           | 2010            | Endesa / ONEE                                                 |
| Centrale thermique de Kenitra     | Kenitra     |                                               | Fuel-oil <br/> Gaz naturel | 300 <br/> 315 | 1978 <br/> 2012 | ONEE                                                          |
| Centrale thermique de Mohammedia  | Mohammedia  | 33°40′52″N 7°26′09″W / 33.681114°N 7.435791°W | Mazout et charbon          | 600           | 2007            | ONEE                                                          |
| Centrale thermique de Jerada      | Jerada      |                                               | Charbon                    | 515           | 2017            | ONEE                                                          |
| Centrale thermique de Tahaddart   | Tanger      |                                               | Gaz naturel                | 384           | 2005            | Endesa / ONEE                                                 |

### Solaire
| Centrale solaire                             | Communauté     | Coordonnées                               | Type de carburant      | Capacité (MW) | Année complétée | Propriétaire          |
| -------------------------------------------- | -------------- | ----------------------------------------- | ---------------------- | ------------- | --------------- | --------------------- |
| Centrale solaire-thermique d'Ain Beni Mathar | Ain Bni Mathar | 36°04′06″N 2°06′17″W / 36.0683°N 2.1047°W | Solaire et gaz naturel | 470           | 2011            | UNE*                  |
| NOOR 1                                       | Ouarzazate     | 30°35′24″N 40°00′00″W / 30.590°N 40.00°W  | Énergie solaire        | 160           | 2016            | ACWA Power Ouarzazate |

### Vent
| Parc éolien                   | Communauté | Coordonnées | Éoliennes | Capacité (MW) | Année complétée | Propriétaire |
| ----------------------------- | ---------- | ----------- | --------- | ------------- | --------------- | ------------ |
| Parc éolien d'Akhfenir        | Akhfenir   |             |           | 200           | 2013            | Nareva       |
| Centrale éolienne de Cape Sim | Essaouira  |             |           | 60            | 2006            | UNE*         |
| Centrale éolienne de Tanger   | Tanger     |             |           | 140           | 2007            | UNE*         |
| Parc éolien de Tarfaya        | Tarfaya    |             | 131       | 301           | 2014            | Nareva       |

## Production d'électricité
| Source                                                  | 1990 | %    | 2000  | %    | 2010  | %    | 2015  | 2017  | % 2017 | var. 2017/1990 |
| Charbon                                                 | 2,21 | 23,0 | 8,78  | 68,3 | 10,87 | 45,6 | 17,11 | 17,54 | 52,9 % | +693 %         |
| Pétrole                                                 | 6,20 | 64,4 | 3,30  | 25,6 | 5,72  | 24,0 | 2,21  | 3,49  | 10,5 % | -44 %          |
| Gaz naturel                                             |      |      |       |      | 2,96  | 12,4 | 5,78  | 5,84  | 17,6 % | ns             |
| Total fossiles                                          | 8,41 | 87,3 | 12,08 | 93,9 | 19,55 | 82,0 | 25,11 | 26,87 | 81,0 % | +220 %         |
| Hydraulique                                             | 1,22 | 12,7 | 0,72  | 5,6  | 3,63  | 15,2 | 2,28  | 1,56  | 4,7 %  | +28 %          |
| Éolien                                                  |      |      | 0,06  | 0,5  | 0,66  | 2,8  | 2,52  | 3,03  | 9,1 %  | ns             |
| Solaire thermodynamique                                 |      |      |       |      |       |      | 0,006 | 0,41  | 1,25 % | ns             |
| Autres                                                  |      |      |       |      |       |      | 1,30  | 1,30  | 3,9 %  | ns             |
| Total EnR                                               | 1,22 | 12,7 | 0,78  | 6,1  | 4,29  | 18,0 | 6,11  | 6,32  | 19,0 % | +418 %         |
| Total                                                   | 9,63 | 100  | 12,86 | 100  | 23,84 | 100  | 31,22 | 33,19 | 100 %  | +245 %         |
| Source des données : Agence internationale de l'énergie |      |      |       |      |       |      |       |       |        |                |